# Searchlight Pictures
Searchlight Pictures, Inc. (vagy egyszerűen Searchlight) egy amerikai filmstúdió a The Walt Disney Studioson belül, amely a The Walt Disney Company részlege, és elsősorban speciális filmek gyártásával, forgalmazásával és felvásárlásával foglalkozik. A Searchlightot 1994-ben alapították, korábban Fox Searchlight volt a neve. 
A stúdió világszerte több mint 5,3 milliárd dolláros bevételt ért el, és 26 Golden Globe-, 47 BAFTA- és 43 Oscar-díjat gyűjtött össze. A Gettómilliomos a stúdió legnagyobb kereskedelmi sikere, több mint 377 millió dolláros (amerikai) bevétellel, mindössze 15 millió dolláros gyártási költségvetés mellett.
A Searchlight Pictures egyike volt a 21st Century Fox filmgyártó cégeknek, amelyet 2019. március 20-án felvásárolt a Disney.

## Díjak
1994 óta a Searchlight Pictures 164 Oscar-jelölést gyűjtött össze 43 győzelemmel (köztük 2009 óta öt legjobb film díját), 117 Golden Globe-jelölést 26 győzelemmel, 173 BAFTA-jelölést 47 győzelemmel, 66 Screen Actors Guild Award jelölést 12 győzelemmel, 215 Critics Choice Award jelölést 55 győzelemmel és 137 Independent Spirit Awards jelölést 54 győzelemmel.

## Searchlight Shorts
2019 márciusában a stúdió elindította a Searchlight Shorts nevű rövidfilm-gyűjteményt, amelyet a stúdió felső kategóriás fesztiválokról szerez meg, és a YouTube-csatornáján tesz közzé. Az első két film, amelyet a stúdió ehhez a gyűjteményhez szerzett meg, Shelly Lauman Birdie és Guy Nattiv Skin című filmje volt, utóbbi 2018-ban elnyerte a legjobb élőszereplős rövidfilmnek járó Oscar-díjat. A gyűjteménybe került még A.V. Rockwell Feathers, Matthew Puccini Lavender, Freddy Macdonald Sew Torn, Savanah Leaf és Taylor Russell The Heart Still Hums, valamint Julia Baylis és Sam Guest Wiggle Room című alkotása.

## Searchlight Television
2018 áprilisában a stúdió elindította a Searchlight Televisiont, ezzel bővítve a Searchlight zászlaja alatt gyártott projektek választékát. A céget David Greenbaum és Matthew Greenfield vezeti. A Searchlight meglévő filmtárának eredeti anyagai és adaptációi egyaránt készülnek kábel-, streaming- és televíziós csatornák számára, dokumentumfilmek, forgatókönyvsorozatok, limitált sorozatok és egyéb alkotások formájában. 2019-ben a Hulu streaming szolgáltatás megrendelte a Searchlight Televisiontől és a 20th Televisiontől az Amanda Seyfried főszereplésével készült The Dropout című filmet. A stúdió emellett a City of Ghosts című regény adaptációját fejleszti az ABC Signature-val, valamint N. K. Jemisin Öröklés-trilógia adaptációját a Westbrook Studios-szal.